# Говори тихо, любов
„Speak Softly, Love“ е популярна песен, публикувана през 1972 г., с музика от Нино Рота и текст на Лари Кусик. Песента е представена за първи път като инструментална тема във филма „Кръстникът“ от 1972 г., известен просто като „Любовна тема от Кръстникът “. В България става известна с италианското име „Parla più piano“. Изпълнението на двете версии с най-висок клас е от вокалиста Анди Уилямс, който извежда „Speak Softly Love“ до номер 34 в Hot 100 на списание Billboard и номер 7 в неговата класация Easy Listening.

## Фон
Лари Кусик написва оригиналния английски текст, а Нино Рота пише музиката. Различни набори от текстове за песента са написани на френски (Parle plus bas), италиански (Parla più piano), сицилиански (Brucia la terra) и испански (Amor háblame durcemente). Далида пее френската версия; сицилианската версия е изпята от Антъни Корлеоне (Франк Д'Амброзио) в Кръстникът, част III. За първи път е чут в Америка през 1970 г. в шоуто на Мерв Грифин, изпята от Анджела Бакари на английски и италиански.

## Награди
Партитурата на Рота за „Кръстникът“ е номинирана за Оскар през 1973 г. за най-добра оригинална музика. Въпреки това, тя е дисквалифицирана от разглеждане, когато Академията научава, че Рота е използвал по-комедийна версия на песента за филма Fortunella (1958).  Независимо от това, партитурата на Рота за „Кръстникът, част II“ печели наградата „Оскар“ през 1974 г. за най-добра музика, въпреки факта, че съдържа същото парче.

## Успехи

### Любовна тема от „Кръстникът“
Първата версия на песента, която достига до някоя от класациите на списание Billboard, е „Love Theme from The Godfather“ от пианиста Роджър Уилямс. Неговият инструментален запис дебютира в изданието от 1 април 1972 г. и се задържа в Bubbling Under Hot 100 Singles в продължение на пет седмици, достигайки връх до номер 116, и друго изпълнение на пиано от Феранте и Тейхер достига до номер 28 в Easy Listening по време на своята четириседмична графика, която започва в изданието от 8 април. Версията, която музикалният режисьор на филма Карло Савина и неговият оркестър записват за саундтрака, за първи път се класира в Hot 100 в изданието от 22 април и стигна до номер 66 по време на деветседмична класация. Той също така достигна номер 24 в класацията Easy Listening през трите седмици там, които започват в изданието от 20 май.

### „Говори тихо, любов“
Версията на Анди Уилямс на „Speak Softly Love“ също се появява за първи път в изданието от 8 април и достига номер 34 в Hot 100 през 11-те седмици там и номер 7 в Easy Listening в продължение на 12 седмици. Запис на песента на Ал Мартино дебютира и в двете класации в изданието от 29 април и достигна връх до номер 80 през четирите си седмици в Hot 100 и номер 24 в класацията Easy Listening, където също прекара четири седмици.
Във Великобритания Уилямс започна серия от девет седмици на 5 август същата година, което доведе до показване на номер 42. 

### Цитирана литература
- Whitburn, Joel (2007), Joel Whitburn Presents Billboard Top Adult Songs, 1961 – 2006, Record Research Inc., ISBN 978-0898201697
- Whitburn, Joel (2009), Joel Whitburn's Top Pop Singles, 1955 – 2008, Record Research Inc., ISBN 978-0898201802